# Are sjö (Sjösås socken, Småland)
Are sjö är en sjö i Växjö kommun i Småland och ingår i Mörrumsåns huvudavrinningsområde. Sjön har en area på 0,662 kvadratkilometer och ligger 222 meter över havet. Vid provfiske har abborre och mört fångats i sjön.

## Delavrinningsområde
Are sjö ingår i det delavrinningsområde (632561-145978) som SMHI kallar för Mynnar i Madkroken. Medelhöjden är 244 meter över havet och ytan är 39,94 kvadratkilometer. Det finns inga avrinningsområden uppströms utan avrinningsområdet är högsta punkten. Vattendraget som avvattnar avrinningsområdet har biflödesordning 2, vilket innebär att vattnet flödar genom totalt 2 vattendrag innan det når havet efter 166 kilometer. Avrinningsområdet består mestadels av skog (79 procent). Avrinningsområdet har 0,66 kvadratkilometer vattenytor vilket ger det en sjöprocent på 1,7 procent.